# Китанова къща
Китановата къща (на македонска литературна норма: Куќа на Ќитановци) е късновъзрожденска къща в село Вевчани, Северна Македония. Сградата е обявена за значимо културно наследство на Северна Македония.

## История
Къщата е строена бавно от 1898 до 1906 година, като камъкът за строежа е носен още от 1890 година. Дело е на 25 работници, които имали специална семейна стражарница, която да пази жените и децата им от нападенията на арнаутски банди.

## Архитектура
Сградата има тройна подялба на основата и централно разположен еркерно издаден затворен чардак. Входната врата е дървена и има полукръгла декорация от тухла. Приземието е каменно и в него са били разположени стопански помещения. Каменна е и цялата северна стена. Етажите са иззидани от цяла тухла и имат дървени прозорци със сводеста декорация от цяла тухла. На етажите са били разположени жилищни помещения. Междуетажната и покривната конструкции са дървени с греди от кестен. Покривът е на много води с керемиди върху дъсчено платно. Под покрива има профилирана дървена стряха. Стълбите, свързващи етажите и всички вътрешни врати и подове са от кестеново дърво.
Мебелите в къщата са европейски, тъй като Китановци, които имали ресторант на Черно море, следвали европейската мода.